# Архиепархия Чанши
 Архиепархия Чанши (лат. Archidioecesis Ciamsciavensis) — архиепархия Римско-Католической Церкви с центром в городе Чанша в китайской провинции Хунань. В архиепархию входят епархии Хэнчжоу, Чандэ, Юаньлина.

## История
2 февраля 1856 года Святой Престол учредил апостольский викариат Хунаня, выделившегося от апостольского викариата Хубэя и Хунаня (сегодня — Архиепархия Уханя).
19 сентября 1879 года апостольский викариат Хунаня уступил часть своей территории в пользу вновь образовавшихся апостольского викариата Северного Хунаня и Апостольского викариата Южного Хунаня.
3 декабря 1924 года апостольский викариат Хунаня был переименован в Апостольский викариат Чанши.
Апостольский викариат Чанши несколько раз уступал свою территорию в пользу новых католических административно-территориальных единиц:
- 12 мая 1925 года в пользу новой апостольской префектуры Линлина;
- 23 июля 1930 года в пользу нового Апостольского викариата Хэнчжоу (сегодня — епархия Хэнчжоу);
- 1 июня 1937 года в пользу апостольской префектуры Сяньтаня;

11 апреля 1946 года апостольский викариат Чанши был преобразован буллой Quotidia Nos Римского папы Пия XII в архиепархию Чанши.
Начиная с 2000 года кафедра архиепархии Чанши является вакантной в связи с конфликтной ситуацией Ватикана с государственными властями Китая и Католической патриотической ассоциацией.

## Ординарии архиепархии
- епископ Miguel Navarro (8.04.1856 — 9.09.1877)
- епископ Eusebio Maria Semprini (18.09.1877 — 8.01.1892)
- епископ, святой Антонино Фантозати (11.07.1892 — 7.07.1900)
- епископ Pellegrino Luigi Mondaini (13.01.1902 — 11.08.1930)
- епископ Gaudenzio Giacinto Stanchi (9.03.1933 — 7.02.1939)
- Secondino Petronio Lacchio (12.01.1940 — 20.02.1976)
  - с 2000 года по 2012 год кафедра вакантна;
- епископ Methodius Qu Ai-lin (25.04.2012 — по настоящее время) — не утверждён Святым Престолом.